# Tree (薬師丸ひろ子のアルバム)
『Tree』（ツリー）は、2024年1月24日にリリースされた薬師丸ひろ子のスタジオ・アルバム。発売元はビクターエンタテインメント。初回限定プレミアム盤の商品番号はVIZL-2246。通常盤はVICL-65897。

## 概要
およそ6年ぶりとなるオリジナル・アルバム。タイトルの「Tree」は、しっかりと地に根を張りながら光を求めて枝葉を伸ばし、豊かな実りをつける″樹″の持つ輝きと生命力への憧れから付けられたもの。
冨田恵一プロデュースによる配信シングル「素敵をあつめて」、2023年に開催された全国ツアーで初披露され、好評を博した薬師丸自身の作詞による「時の道標」、ボーイソプラノユニットLIBERAとのコラボレーションが実現した「きみとわたしのうた（featuring LIBERA）」など全10曲を収録。いしわたり淳治、松井五郎、松本俊明など、前作『エトワール』でも楽曲を提供した作家に加え、今回新たに安藤裕子、葛谷葉子、最果タヒ、堀込高樹、村松崇継、いきものがかりの水野良樹、相対性理論のやくしまるえつこが ″ティカ・α″ 名義で曲を提供するなど、様々なジャンルの作家が楽曲制作に関わっている。
薬師丸は、前作をリリースしてから6年の間に世界は大きく変化し、いま音楽で伝えられることは何かを考えた時に、改めて″希望″を歌いたいと思ったという。また、無力さを感じるような日々の中でも、多くの希望を与える力が音楽にはあると思うとし、「私にとっても新しい自分に出会う多くの挑戦が詰まった作品となりました。私なりに大地に足を踏みしめて立っているそんな″樹″に、癒しや憩いを求めて集ってもらえるような、皆さんにとってそんなアルバムになったらこんなに嬉しいことはありません。」とコメントを残している。
また、本作の発売を記念して、コンサート「Tree～時の道標～」が3月27日から4月14日にかけて東京と大阪で計6公演開催された。アルバムには、チケットの最速抽選受付に参加できるシリアルナンバーが封入されている。

## 仕様
初回限定プレミアム盤は高音質SHM-CD仕様で、全曲のインストゥルメンタルを収録したボーナスディスクを加えた2枚組となっており、さらに撮り下ろしの写真が多数掲載された36ページに亘るフォトブックが付属されたスペシャルパッケージとなっている。また、撮り下ろし写真を使用したクリアファイル5枚がセットになったセットの限定版も、ビクター・ オンラインストアのサイトのみで販売された。通常盤はヴォーカルCDのみ。プレミアム盤と通常盤とではジャケット写真が異なる。

## 収録曲

### CD
| #         | タイトル                     | 作詞           | 作曲      | 編曲      | 時間  |
| --------- | ---------------------------- | -------------- | --------- | --------- | ----- |
| 1.        | 「今日」                     | 薬師丸ひろ子   | 安藤裕子  | 冨田恵一  | 4:55  |
| 2.        | 「愛することにもし疲れても」 | いしわたり淳治 | 葛谷葉子  | 河野伸    | 5:39  |
| 3.        | 「きみとわたしのうた」       | 岡田惠和       | 村松崇継  | 村松崇継  | 5:01  |
| 4.        | 「きみの月光」               | 最果タヒ       | 松本俊明  | 兼松衆    | 4:30  |
| 5.        | 「水色星座」                 | 最果タヒ       | ティカ・α | 兼松衆    | 4:41  |
| 6.        | 「素敵をあつめて」           | いしわたり淳治 | 堀込高樹  | 冨田恵一  | 3:57  |
| 7.        | 「Love Letter」              | 水野良樹       | 水野良樹  | 坂本昌之  | 5:08  |
| 8.        | 「はるか」                   | 松井五郎       | 村松崇継  | 村松崇継  | 6:01  |
| 9.        | 「時の道標」                 | 薬師丸ひろ子   | 兼松衆    | 兼松衆    | 5:39  |
| 10.       | 「皆勤賞」                   | 岡田惠和       | 松本俊明  | 坂本昌之  | 4:14  |
| 合計時間: | 合計時間:                    | 合計時間:      | 合計時間: | 合計時間: | 49:50 |

| #         | タイトル                                   | 作詞  | 作曲・編曲 | 時間 |
| --------- | ------------------------------------------ | ----- | ---------- | ---- |
| 1.        | 「今日」(instrumental)                     |       |            | 4:55 |
| 2.        | 「愛することにもし疲れても」(instrumental) |       |            | 5:39 |
| 3.        | 「きみとわたしのうた」(instrumental)       |       |            | 5:01 |
| 4.        | 「きみの月光」(instrumental)               |       |            | 4:30 |
| 5.        | 「水色星座」(instrumental)                 |       |            | 4:41 |
| 6.        | 「素敵をあつめて」(instrumental)           |       |            | 3:57 |
| 7.        | 「Love Letter」(instrumental)              |       |            | 5:08 |
| 8.        | 「はるか」(instrumental)                   |       |            | 6:01 |
| 9.        | 「時の道標」(instrumental)                 |       |            | 5:39 |
| 10.       | 「皆勤賞」(instrumental)                   |       |            | 4:14 |
| 合計時間: | 合計時間:                                  | 49:50 |            |      |

## コンサート「Tree 〜時の道標〜」
|   | 日時          | 会場                 |
| - | ------------- | -------------------- |
| 1 | 2024年3月27日 | EX THEATER ROPPONGI  |
| 2 | 2024年3月28日 | EX THEATER ROPPONGI  |
| 3 | 2024年4月6日  | 森ノ宮ピロティホール |
| 4 | 2024年4月7日  | 森ノ宮ピロティホール |
| 5 | 2024年4月13日 | EX THEATER ROPPONGI  |
| 6 | 2024年4月14日 | EX THEATER ROPPONGI  |